# هضمونية نسناسية
هضمونية نسناسية (الاسم العلمي: Peptococcus simiae) هي نوع من البكتيريا تتبع جنس الهضمونية من فصيلة الهضمونيات.